# 贝文·史密斯
贝文·史密斯（英語：Bevan Smith，1950年7月18日—），新西兰男子田径运动员。他曾代表新西兰参加1974年和1978年英联邦运动会田径比赛，其中1974年英联邦运动会获得一枚铜牌。